# グロウ・エネルギー
グロウ・エネルギー（英語: Glow Energy略称GLOW）は、タイの独立発電事業者である。
フランスのエネルギー大手企業のスエズグループ傘下で、タイ東部チョンブリ県のチョンブリ工業団地など２箇所で発電所を運営している。
タイ電力公団や小規模発電事業者への電力の供給、工業団地への工業用水の供給など事業を行っている。本社はバンコクサトーン通りのエンパイヤータワー内にある。
SET 50 Indexの採用銘柄である。(2008年2月現在)